# フレディ (ハンガリーの歌手)
フレディ（Freddie）、本名フェヘールヴァーリ・ガーボル・アルフレード（ハンガリー語: Fehérvári Gábor Alfréd、1990年4月8日 - ）は、ハンガリーの歌手。ハンガリー版のライジング・スターに出場して4位となり、ユーロビジョン・ソング・コンテスト2016にてハンガリー代表を務める。

## 来歴
ハンガリー南部のジェールに生まれ、商業大学を卒業して地元で働く傍ら、バンドを結成して歌唱やギター演奏をしていた。2014年-2015年に放送されたハンガリー版のライジング・スターの第1期に出場し、決勝まで進み4位となった。その後、カーッライ＝ソンデルス・アンドラーシュと共同で「Mary Joe」を制作し、ペテーフィ・ラジオでトップ30入りする。2015年12月、ユーロビジョン・ソング・コンテストの国内予選であるア・ダルに出場、代表曲「Pioneer」で優勝を果たした。2016年5月、スウェーデン・ストックホルムで開催されるユーロビジョン・ソング・コンテスト2016のハンガリー代表として代表曲「Pioneer」を歌う。またこの曲はハンガリー国内チャートで1位を記録する大ヒット作となった。

## 作品

### シングル
| 発売年 | 作品名                                | チャート最高位 | 収録アルバム   |
| 発売年 | 作品名                                | HUN            | 収録アルバム   |
| ------ | ------------------------------------- | -------------- | -------------- |
| 2015   | "Mary Joe"                            | —              | アルバム未収録 |
| 2015   | "Neked nem kell" (You do not have to) | —              | アルバム未収録 |
| 2015   | "Pioneer"                             | 1              | アルバム未収録 |